# Maceo Parker
Maceo Parker (Kinston, 14 febbraio 1943) è un sassofonista e cantante statunitense, conosciuto soprattutto per la sua considerevole influenza sulla musica di uno dei padri del soul funk, James Brown, di cui è stato sassofonista, suonando assieme al fratello batterista, Melvin Parker.
Il suo nome è ormai sinonimo di funk e soul, le sue collaborazioni con i grandi del genere hanno contribuito a scriverne la storia: da George Clinton a Bootsy Collins, oltre al già citato James Brown, fino alla più recente collaborazione con Prince.
Il 6 luglio 2009 si è esibito all'Arena Civica di Milano, per il Milano Jazzin' Festival e il 30 luglio 2010 al Teatro della Fortuna di Fano, per Fano Jazz by the Sea.
Nel 2011 è stato inserito nella "North Carolina Music Hall of Fame". L'anno successivo ha ricevuto il "Lifetime Achievement Award from Victoires Du Jazz" a Parigi.

## Discografia
- 1970 - Doing Their Own Thing (Maceo & All the King's Men)
- 1974 - Us
- 1975 - Funky Music Machine (Maceo & All the King's Men)
- 1989 - For All the King's Men
- 1990 - Roots Revisited
- 1991 - Mo' Roots
- 1992 - Life on Planet Groove
- 1993 - Southern Exposure
- 1994 - Maceo (Soundtrack)
- 1998 - Funk Overload
- 2000 - Dial: M-A-C-E-O
- 2003 - Made by Maceo
- 2005 - School's In!
- 2007 - Roots & Grooves
- 2012 - Soul Classics
- 2020 - Soul Food: Cooking With Maceo